# Siv Ericks
Siv Gustava Eriksson (født 31. juli 1918 i Oxelösund, død 3. juli 2005), bedre kendt som Siv Ericks, var en svensk skuespillerinde, der medvirkede i over 60 film mellem 1939 og 1994.

## Udvalgt filmografi
- Roser hver aften (1939)
- Fem svenske gutter (1941)
- Ægtemand på afveje (1941)
- Stakkels Ferdinand (1941)
- Vi må holde sammen (1942)
- To kvinder (1947, ukrediteret)
- Nattevagtens hustru (1947, ukrediteret)
- En tosset tvilling (1953)
- Dirch Passer vælter byen (1954)
- En lektion i kærlighed (1954, ukrediteret)
- Alt kan stampes (1955)
- Pige søger natkvarter (1956)
- Den syvende himmel (1956, ukrediteret)
- Skør efter noder (1956)
- Min kone er på landet (1957, ukrediteret)
- Kvinden i leopard (1958)
- Musik ombord (1958)
- Er svenskerne sådan (1964)
- Dirch og blåjakkerne (1964)
- Niklasons (1965)
- Natteleg (1966)
- Pippi Langstrømpe (tv-serie, 1969)
- Maria (1975)
- Hallo baby (1976)
- Fidusen (1978)
- Hedebyborna (tv-serie, 1978-1982)
- Blomstrende tider (1980)
- Den umulige drøm (1982)
- Fanny og Alexander (1982)
- Illusioner (1994)